# Cabeç Bord
El Cabeç Bord, o muntanya del Piló, és una petita muntanya entre els termes municipals de Nàquera (el Camp de Túria), Albalat dels Tarongers (el Camp de Morvedre) i el Puig de Santa Maria (l'Horta Nord), al País Valencià.
Es tracta de la darrera elevació de la Serra Calderona abans de la plana litoral de l'Horta de València. Amb els seus 238 metres d'altura, el Cabeç Bord representa una fita orogràfica i posició estratègica des d'on s'admira tota la plana litoral. És per això que durant la Guerra Civil espanyola (1936-1939) es construïren en la seua falda una sèries d'infraestructures militars consistents en trinxeres, pistes d'accés, galeries subterrànies, basses d'aigua per a la refrigeració d'armes així com nius de metralladores. Aquestes infraestructures formen part de l'anomenada Línia Immediata a València construïda per l'exercit republicà amb la finalitat de defensar la ciutat contra els atacs de les tropes franquistes.